# Babymakers
Pour plus de détails, voir Fiche technique et Distribution.
Babymakers (The Babymakers) est un film américain réalisé par Jay Chandrasekhar, sorti en 2012.

## Synopsis
Tommy essaie d'avoir un enfant avec sa femme Audrey mais pense être infertile. Il demande à son ami Wade de l'aider à braquer une banque du sperme.

## Fiche technique
- Titre : Babymakers
- Titre original : The Babymakers
- Réalisation : Jay Chandrasekhar
- Scénario : Peter Gaulke et Gerry Swallow
- Musique : Edward Shearmur
- Photographie : Frank G. DeMarco
- Montage : Brad Katz
- Production : Jason Blum, Jay Chandrasekhar et Brian Kavanaugh-Jones
- Société de production : Duck Attack Films, Alliance, Automatik Entertainment, Blumhouse Productions et IM Global
- Société de distribution : Millennium Entertainment (États-Unis)
- Pays :  États-Unis
- Genre : Comédie
- Durée : 95 minutes
- Dates de sortie : 
  -  États-Unis : 3 août 2012

## Distribution
- Paul Schneider : Tommy Macklin
- Olivia Munn : Audrey Macklin
- Wood Harris : Darrell
- Kevin Heffernan : Wade
- Nat Faxon : Zig-Zag
- Lindsey Kraft : Greta
- Jay Chandrasekhar : Ron Jon
- Constance Zimmer : Mona
- Aisha Tyler : Karen
- Jude Ciccolella : le coach Stubbs
- Tommy Dewey : Todd
- Sharon Maughan : Dr. Roberts
- Tony Sancho : Pedro
- Nikki Moore : Jenny
- BJ Averell : Jesus
- Philippe Brenninkmeyer : Dr. Vickery
- Helena Mattsson : Tanya
- Will Chandrasekhar : Billy
- Desi Lydic : Julie
- Bill Fagerbakke : Clark
- Jeanne Sakata (en) : Wanda
- Hayes MacArthur : Leslie Jenkins
- Marc Evan Jackson : Jefferey
- Collette Wolfe : Allison
- Rick Overton : l'officier Raspler
- Wesley Freitas : l'officier Lee
- M. C. Gainey : l'officier Malloy
- Phillip Daniel : l'officier Hawk
- Jenica Bergere : l'officier Kanani
- Jason Piccioni : l'officier Pigeon
- Ray King : Christopher
- Candace Smith : Roxie

## Accueil
Le film a reçu un accueil défavorable de la critique. Il obtient un score moyen de 30 % sur Metacritic.